# Rudná (Slowakije)
Rudná is een Slowaakse gemeente in de regio Košice, en maakt deel uit van het district Rožňava.
Rudná telt 749 inwoners.